# Cascada Chile

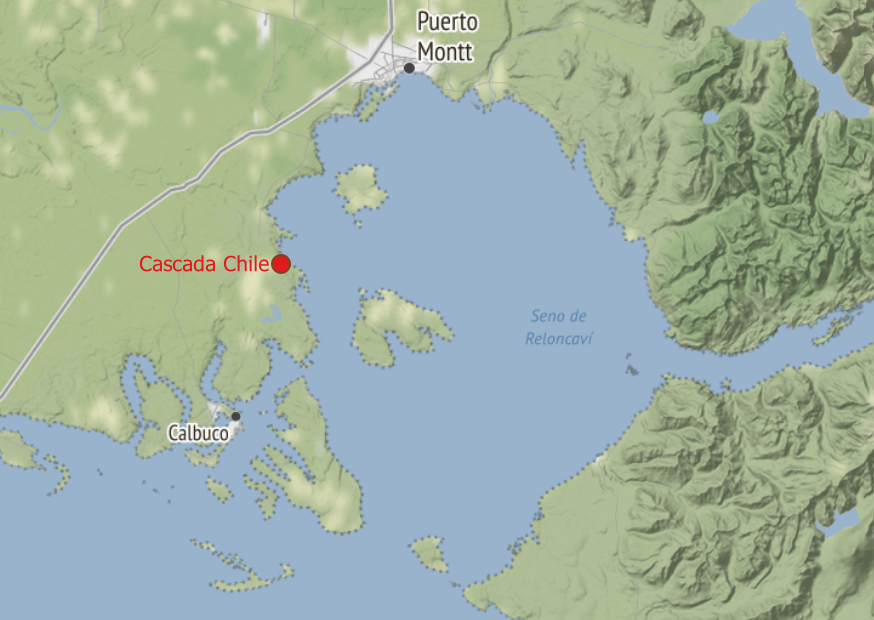
Localización del proyecto en el seno de Reloncaví, Región de Los Lagos.

Cascada Chile fue un megaproyecto forestal en el sur de Chile, propuesto a fines de la década de 1990 por la compañía norteamericana Boise Cascade. que tuvo como propósito la instalación de una planta industrial de elaboración de tableros OSB en bahía Ilque, a 20 km al sur de Puerto Montt, en la Región de Los Lagos. A pesar de haber sido aprobado por el gobierno de Eduardo Frei en 1999, la fuerte oposición por parte de grupos ecologistas, pescadores artesanales, parlamentarios y la industria salmonera local, más cambios en las condiciones de mercado, llevaron a que el proyecto fuera cancelado en el año 2001.

## Proyecto
El proyecto nació como iniciativa de la empresa forestal Boise Cascade de Estados Unidos, para la fabricación de tableros OSB. Para realizarlo, se unió con la chilena Maderas Cóndor S.A. —del empresario democratacristiano Ítalo Zunino— y en 1998 crearon la Compañía Industrial Puerto Montt S.A. En concreto, el proyecto consistía en la instalación de un complejo maderero en el sector de Ilque —en la costa occidental del seno de Reloncaví, al sur de la ciudad de Puerto Montt—, el cual tenía tres grandes componentes: una planta industrial para la fabricación de los tableros, una planta de astillas y un puerto para embarcaciones de gran calado. Además contemplaba vías de acceso, canchas de acopio, red de drenaje y área de operación del puerto.  
El complejo maderero consideraba en total 177 hectáreas e iba a ser capaz de procesar un volumen máximo de 925 000 m³ de madera al año para la fabricación anual de hasta 600 millones de pies cuadrados de paneles y 120 000 toneladas secas de astilla. Asimismo, según la empresa, iba a generar más de 700 empleos directos durante la fase de construcción y otros 250 puestos de carácter permanente una vez que entrara en operación. La inversión total sería de 180 millones de dólares; Boise Cascade sería dueña del 60 % del proyecto y Maderas Cóndor del restante 40 %.

## Críticas

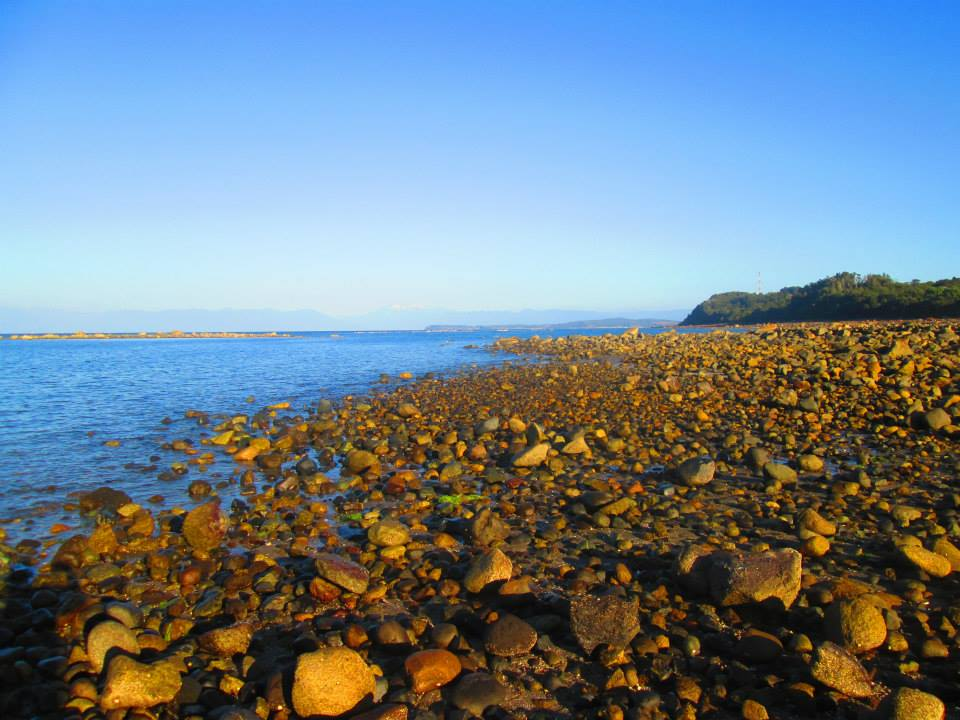
Bahía Ilque, Puerto Montt.

La obra ingresó al Sistema de Evaluación de Impacto Ambiental —dependiente de la Comisión Nacional del Medio Ambiente en ese tiempo— en mayo de 1998. Sin embargo, a pesar de las promesas de inversión y empleo, el proyecto generó inmediato rechazo, tanto de vecinos de Ilque y de Puerto Montt como grupos ecologistas y empresas de la zona, principalmente ligadas a la salmonicultura y el turismo. 
Las principales críticas fueron por la contaminación ambiental y la explotación desmedida de bosque nativo que significaría el proyecto, como también su incompatibilidad con otras actividades como la salmonicultura y el turismo, lo que provocaría perjuicios económicos a estas industrias. Rechazo que con el paso de los meses empezó a sumar al alcalde de Puerto Montt Raúl Blanco, a científicos, ONG internacionales y parlamentarios —entre ellos la «bancada verde», integrada por los diputados Guido Guirardi, Alejandro Navarro y Arturo Longton—.
Otro flanco de críticas se abrió debido a una visita del presidente Eduardo Frei a Puerto Montt en junio de 1998, de la cual se informó que el mandatario había manifestado su apoyo a la iniciativa. Dicha situación derivó en acusaciones de influencias políticas indebidas a favor del proyecto por parte del Gobierno, incluyendo críticas al intendente en aquel entonces, Rabindranath Quinteros, por ser «juez y parte». El diputado Sergio Elgueta declararía semanas después que el mandatario solo había valorado el hecho de que existan millonarios proyectos de inversión extranjera en el país, y que no había prestado apoyo a Cascada Chile.
Aunque el proyecto también ganó adeptos, entre concejales, empresarios del rubro construcción e incluso la Central Unitaria de Trabajadores de la provincia de Llanquihue. Cascada Chile, por su parte, rechazó las críticas de los grupos ambientalistas y desestimó las acusaciones de supuestas influencias de la Democracia Cristiana a favor del proyecto, debido a la amistad que Zunino mantenía con el expresidente Patricio Aylwin, como también sus vínculos con miembros del partido. Posteriormente, la compañía empezó a destacar los impactos positivos, entre ellos, según la empresa, la creación de dos mil empleos indirectos y el apoyo a miles de pequeños propietarios de bosques de la región, que proveerían de la madera a procesar.
A pesar de la controversia, que incluyó propaganda y avisos publicitarios tanto a favor como en contra de Cascada Chile, el proyecto fue calificado favorablemente por el Gobierno el 22 de enero de 1999, con 14 votos a favor, uno de rechazo y una abstención.

## Cancelación
No obstante que el proyecto fuera aprobado, este nunca pudo ser concretado. Si bien la Corte Suprema confirmó que la resolución de calificación ambiental estaba ajustada a derecho, la judicialización del proyecto retrasó su puesta en marcha, como también lo hizo la tramitación de la concesión marítima para la construcción del puerto. En agosto de 2000, cuando todavía no se construía el complejo maderero, publicaciones de prensa empezaron a especular sobre una posible cancelación del proyecto. Por otro lado, en abril de 1999 el Consejo de Defensa del Estado se querelló contra la Compañía Industrial Puerto Montt por presunto daño arqueológico por la destrucción de conchales en la bahía de Ilque.
Luego de meses de incertidumbre, en febrero de 2001 Boise Cascade anunció la decisión «irreversible» de cancelar Cascada Chile, debido a la sobreoferta en el mercado de tablones OSB, lo que hacía inviable el proyecto desde el punto de vista financiero, y acusó al Gobierno de no haber tenido «una posición clara» ante las «incesantes demandas de un pequeño grupo de organizaciones no gubernamentales. Ante la noticia, el intendente regional Iván Navarro lamentó la noticia «ya que iba a provocar un impacto interesante en materia de producción y empleo», mientras que el subsecretario general de la Presidencia Eduardo Dockendorff, ante las críticas de la compañía estadounidense, aseguró que el Gobierno ha cumplido «cabalmente» con la ley y «con las condiciones que requieren las empresas para llevar adelante sus inversiones».
En 2004 la Corte de Apelaciones de Puerto Montt confirmó el fallo en contra de Cascada Chile por daño arqueológico y ordenó a la empresa a pagar 30 millones de pesos y a reparar el daño causado.